# Зенит-2 (винтовка)
ЦВ-56 «Зенит-2» — произвольная винтовка калибра 7,62 мм под целевые патроны армейского образца разработанная Е. Ф. Драгуновым и И. А. Самойловым на Ижевском машиностроительном заводе в 1955 году. Награждена золотой медалью на Лейпцигской ярмарке.

## Конструкция
Винтовка имеет утяжелённый ствол, изготовленный с большой точностью и соединённый со ствольной коробкой резьбой. В дульной части ствола закреплено основание, на котором крепятся сменные мушки. Прицел диоптрический со сменными диоптрами, смонтирован в специальном пазу ствольной коробки, имеет микрометрические винты для внесения при стрельбе точных поправок. Затвор продольно-скользящего типа. Патронник запирается тремя боевыми упорами стебля затвора и соответствующими пазами ствольной коробки. Ударно-спусковой механизм шнеллерного типа позволяет получать небольшое усилие спуска при незначительном ходе спускового крючка. Гильза извлекается из патронника выбрасывателем и отражается при перемещении затвора назад. Ложа специальная, изготовляется из ореха или берёзы с отводом приклада вправо, имеет пистолетную рукоятку, выступ под щеку и упор для большого пальца правой руки.